# Dr.-Rainer-Hildebrandt-Medaille
Die Dr.-Rainer-Hildebrandt-Medaille ist ein 2004 gestifteter internationaler Menschenrechtspreis, der seit 2005 jährlich an Personen vergeben wird, die sich gewaltfrei für Menschenrechte eingesetzt haben.
Der Preis wurde 2004 von Alexandra Hildebrandt zum Gedenken an ihren verstorbenen Ehemann, den Menschenrechtsaktivisten Rainer Hildebrandt, initiiert und zusammen mit der Internationalen Gesellschaft für Menschenrechte ins Leben gerufen. Die Verleihung findet zum Geburtstag Rainer Hildebrandts am 14. Dezember und anlässlich des Tages der Menschenrechte statt. Die Dr.-Rainer-Hildebrandt-Medaille wurde von Matthias Koeppel entworfen. Seit einigen Jahren wird der Preis von der in der Schweiz ansässigen Dr. Rainer Hildebrandt Stiftung verliehen, deren Präsidentin Hildebrandt ist.

## Preisträger
- 2005: Yitzhak Rabin (posthum), Zheng Yichun[4]
- 2006: Suzanne Mubarak[5][6]
- 2007: Oscar Elias Biscet Gonzales, Normando Hernández Gonzales, Harald Poelchau (posthum), Muhammad Mugraby[7]
- 2008: Rudolf Seiters, Juri Samodurow[8]
- 2009: Bogdan Borusewicz
- 2010: Imre Pozsgay, Jurij Schmidt, Michail Chodorkowski[9]
- 2011: Antonia Rados[10][11]
- 2012: Yoko Ono[12]
- 2013: Guy von Dardel, Nina Lagergren (Halbgeschwister von Raoul Wallenberg)
- 2014: Rupert Neudeck, Andrei Makarevich, Wolf Vostell (posthum)
- 2015: Sergei Chruschtschow[13]
- 2016: Pál Maléter (posthum), Zoltán Balog[14]
- 2018: Lucius D. Clay (posthum)
- 2019: Olga Benda, Danny Lewis Warrick

In der Jury sitzen oder saßen unter anderen: Henry Kissinger, James Douglas-Hamilton, Avi Primor und Joachim Gauck.